# Sadao Sei
Sadao Sei (清 貞雄 Sei Sadao?) fue un astrónomo japonés.
Descubrió el asteroide (2909) Hoshi-no-ie el 9 de mayo de 1983.